# Sam Kolder
Sam Kolder és un cineasta, editor i fotògraf que sobretot utilitza el seu art en temes relacionats en viatjar i països estrangers. Va ser contractat per "Beautiful Destinations" i ha guanyat fama per diferents plataformes com Instagram i Youtube on hi té més d'1.1 milions de subscriptors. L'estil cinematogràfic de Sam Kolder consisteix en una barreja de diferents efectes com el hyperlapse i transicions èpiques.
Va néixer el 3 de Febrer de 1996 a Toronto, Canada. Tot i que els seus pares aspiraven a que es convertís en un comptable Va intentar entrar a la carrera de cinema però al no ser acceptat va decidir aprendre sobre el món audiovisual pel seu compte. El seu germà Tim Kolder, que va morir en un accident de canoa, ha sigut una de les seves inspiracions més fortes a seguir la seva passió.
Un dels seus primers projectes seriosos que va cridar l'atenció de futurs clients va ser pel duo de música: Chainsmokers.